# Sfera

Sfera

Sfera (z gr. σφαῖρα sphaîra „kula, piłka”) – uogólnienie pojęcia okręgu na więcej wymiarów. Jest to zbiór wszystkich punktów (miejsce geometryczne) w przestrzeni metrycznej oddalonych o ustaloną odległość od wybranego punktu. Ustalona odległość nazywa się promieniem sfery, wybrany punkt nazywa się środkiem sfery. Zwykle przyjmuje się dodatkowo, że promień musi być dodatni. Tak zdefiniowany zbiór jest brzegiem kuli o tym samym środku i promieniu. Zazwyczaj jako przestrzeń metryczną rozpatruje się przestrzeń euklidesową.

## Sfera w euklidesowej przestrzeni trójwymiarowej
Najczęściej mówimy o sferze w przestrzeni euklidesowej trójwymiarowej. Taka sfera jest dwuwymiarową powierzchnią opisywaną wzorem:
{\displaystyle (x-x_{0})^{2}+(y-y_{0})^{2}+(z-z_{0})^{2}=r^{2},}
gdzie {\displaystyle (x_{0},y_{0},z_{0})} to współrzędne środka sfery, a wartość {\displaystyle r} jest nazywana promieniem sfery. Często dodatkowo zakłada się, że {\displaystyle r>0} (sfera z zerowym promieniem to przypadek zdegenerowany, w którym nie wszystkie typowe własności są zachowane). 
W tym samym układzie współrzędnych sfera może być opisana za pomocą równania parametrycznego:
{\displaystyle {\begin{cases}x(\alpha ,\beta )=x_{0}+r\cos \alpha \cos \beta \\[2pt]y(\alpha ,\beta )=y_{0}+r\sin \beta \\[2pt]z(\alpha ,\beta )=z_{0}+r\sin \alpha \cos \beta \end{cases}}}
gdzie:
- {\displaystyle \alpha \in [-\pi ,\pi ),}
- {\displaystyle \beta \in \left[-{\frac {\pi }{2}},{\frac {\pi }{2}}\right].}

Parametry {\displaystyle \alpha ,\beta } są odpowiednio długością i szerokością geograficzną w odpowiednim układzie współrzędnych sferycznych związanym ze środkiem sfery
W układzie współrzędnych sferycznych, równanie sfery o promieniu {\displaystyle r} i środku znajdującym się w środku układu współrzędnych, przyjmuje postać {\displaystyle r(\alpha ,\beta )=r=const} dla dowolnych kątów {\displaystyle \alpha \in [-\pi ,\pi ),\beta \in \left[-{\frac {\pi }{2}},{\frac {\pi }{2}}\right].}

## Związane pojęcia
Cięciwa sfery to odcinek o końcach na sferze.
Średnica sfery to:
- cięciwa przechodząca przez środek sfery
- długość tej cięciwy, czyli podwojona wartość promienia sfery.

Pole powierzchni sfery wyraża się wzorem:
{\displaystyle S=4\pi r^{2}.}
Okrąg wielki sfery to okrąg o promieniu tej sfery, o środku w jej środku.
Krzywizna Gaussa sfery w każdym jej punkcie wynosi:
{\displaystyle K={\frac {1}{r^{2}}}.}

## Sfera w n-wymiarowej przestrzeni euklidesowej
Pojęcie sfery może być zdefiniowane w przestrzeni euklidesowej dowolnego wymiaru. Wówczas w przestrzeni {\displaystyle n}-wymiarowej sfera może być opisana następującym wzorem:
{\displaystyle \sum _{j=1}^{n}(x_{j}-s_{j})^{2}=r^{2},}
gdzie {\displaystyle x_{j}} to {\displaystyle j}-ta współrzędna punktu na sferze, {\displaystyle s_{j}} to {\displaystyle j}-ta współrzędna jej środka, {\displaystyle r} to promień sfery. W tym ujęciu okrąg jest szczególnym przypadkiem sfery w przestrzeni dwuwymiarowej, a zbiór dwóch punktów jest sferą w przestrzeni jednowymiarowej.
Sfera w przestrzeni {\displaystyle n}-wymiarowej jest czasem nazywana sferą m-wymiarową i oznaczana {\displaystyle S^{m},} gdzie {\displaystyle m=n-1,} ponieważ taka sfera jest powierzchnią {\displaystyle m}-wymiarową. Dla przykładu, zwykłą sferę rozpatruje się w przestrzeni trójwymiarowej, ale ona jest zwykłą powierzchnią, czyli obiektem dwuwymiarowym; dlatego to sfera dwuwymiarowa, {\displaystyle S^{2}.} Jeżeli {\displaystyle m>2} (tzn. {\displaystyle n>3}), to taka uogólniona sfera jest nazywana też hipersferą.

## Uogólnienia
Sfera jest też pojęciem topologii, w której oznacza przestrzeń topologiczną homeomorficzną z {\displaystyle n}-wymiarową hipersferą. Sfera rozpatrywana w topologii ma więc te same topologiczne własności jak hipersfera, tzn. jest to {\displaystyle n}-wymiarowa rozmaitość bez brzegu, zwarta i jest homotopijnie równoważna z {\displaystyle n}-hipersferą.
Uogólniona hipoteza Poincarégo (włącznie z potwierdzonym już przypadkiem 3-wymiarowym) stwierdza, że jest też odwrotnie – każda {\displaystyle n}-wymiarowa rozmaitość bez brzegu, zwarta i mająca typ homotopijny {\displaystyle n}-hipersfery jest homeomorficzna z {\displaystyle n}-hipersferą.